# Good-bye to you (曲)
「Good-bye to you」（グッバイ・トゥ・ユー）は栗林誠一郎の2枚目のシングル。

## 内容
関西テレビ系『ホテルウーマン』の挿入歌として使われた楽曲で、栗林自身の2ndシングル。コーラスに当時、Mi-Keのメンバーだった渡辺真美が参加した唯一の楽曲。後にアルバムのタイトル曲となった。尚、作詞が女優の高樹沙耶だが、これは「栗林のファンの人がいて、詞を書いてもらうって言う話があるんだけど」とプロデューサーから言われた事がきっかけ。「男が惨めにならないように書いてください」と注文をつけた。カップリングの「Just let me go」はハードロックの曲で、唯一、アルバムに収録していない楽曲であるが、ライブで歌うことが多い。

## 収録曲
全作曲:栗林誠一郎 編曲:栗林誠一郎･明石昌夫
1. Good-bye to you
作詞:高樹沙耶
2. Just let me go
作詞:栗林誠一郎

## 参加ミュージシャン
- 栗林誠一郎 - ベース、コーラス
  - 江口信夫 - ドラム
  - 増崎孝司 - ギター
  - 勝田一樹 - サックス
  - 森友嵐士 from T-BOLAN - コーラス
  - 渡辺真美 from Mi-Ke - コーラス
  - 生沢佑一 - コーラス
  - 大黒摩季 - コーラス

## 収録アルバム
- Good-bye to you（#1）
- complete of 栗林誠一郎&Barbier at the BEING studio（#1）
- ホテルウーマン オリジナルサウンドトラック（#1）
- BEST HIT BEING（#1）